# کریسنت جانکشن (یوتا)
کریسنت جانکشن (به انگلیسی: Crescent Junction) یک منطقهٔ مسکونی در ایالات متحده آمریکا است که در شهرستان گرند، یوتا واقع شده‌است. کریسنت جانکشن ۱٬۴۸۸٫۰۵ متر بالاتر از سطح دریا واقع شده‌است.